# Maomé ibne Amade Aluatique
Abu Zaiane Maomé V Aluatique ibne Abi Faris (em árabe: أبو زَيَّان محمد بن أحمد العتيق بن أبي فارس; romaniz.: Abū Zaiiān Muhammad ibn Ahmad al-Uathiq ibn Abi Faris) foi o sultão do Império Merínida de 1386 a 1387. Foi escolhido pelo vizir ibne Massai em substituição de Abu Faris Muça ibne Faris Almotauaquil num momento no qual o Império Merínida disputava o controle de Ceuta com Maomé V do Reino Nacérida de Granada, no Alandalus. Alega-se que sua escolha se deu por seu caráter fraco e insignificante.  Após um breve reinado foi substituído por Abu Alabás Amade Almostancir.